# دودة طفيلية

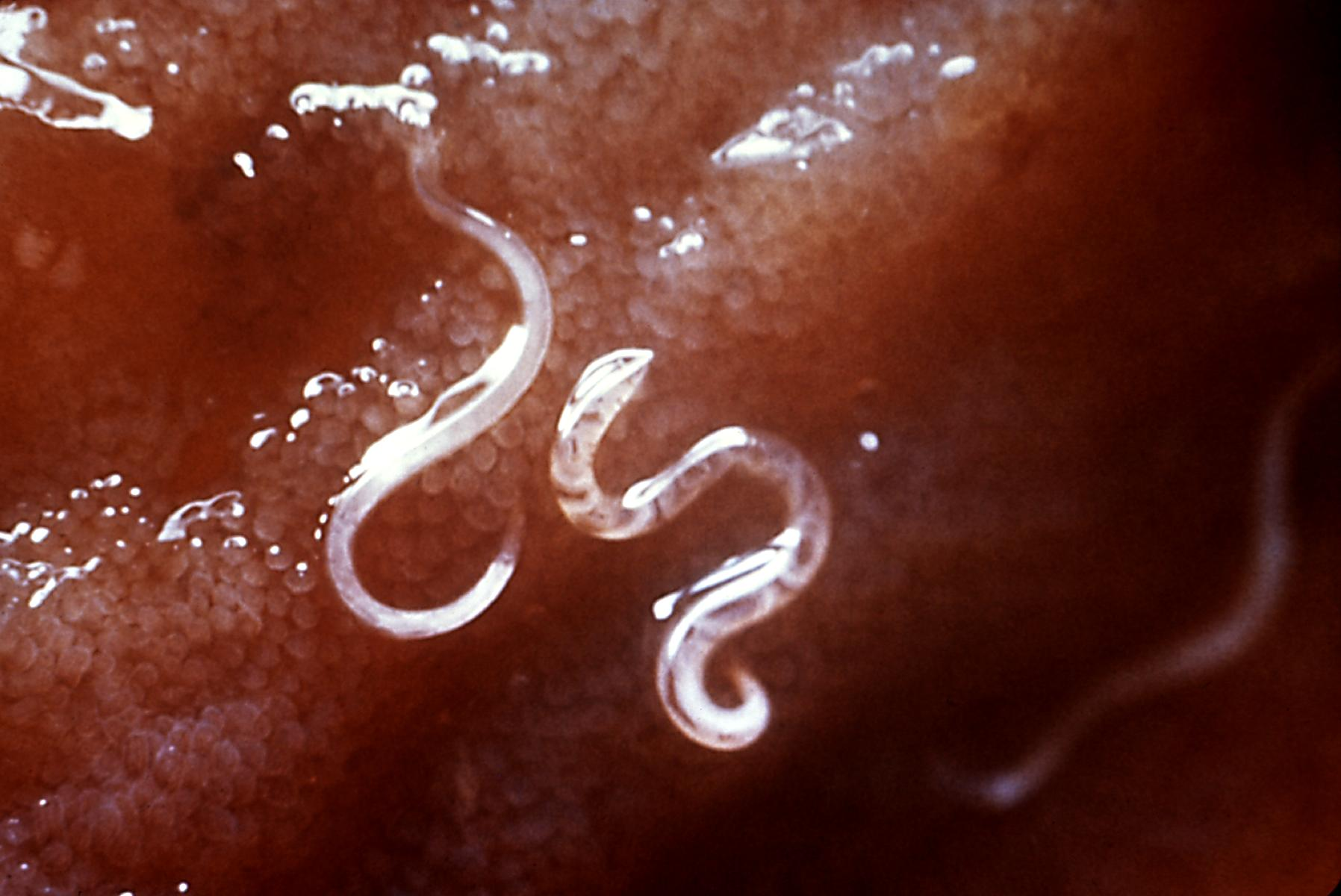
دودة شصية تمسك بجدار الأمعاء

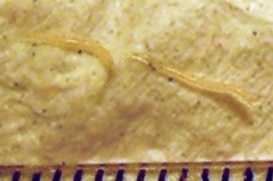
إثنتان من سرمية دودية pinworm.

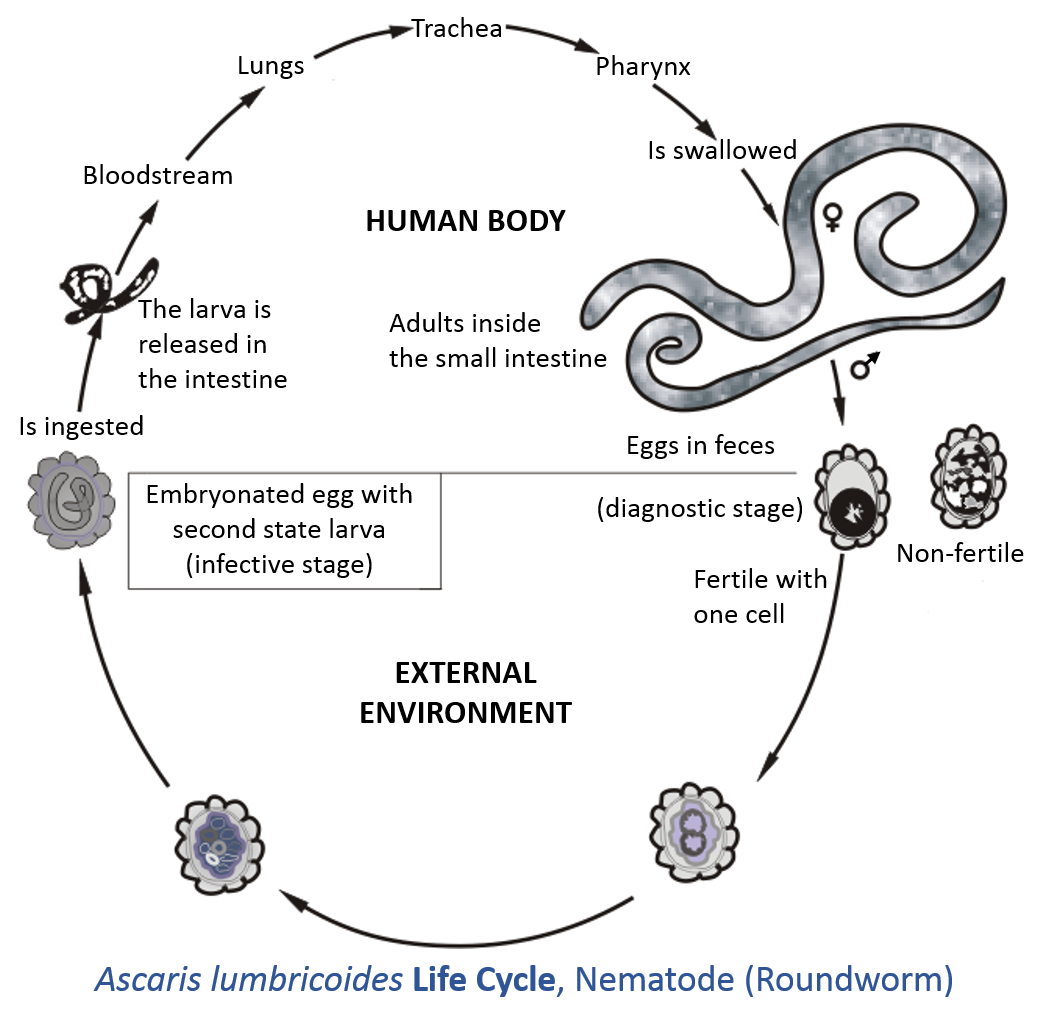
دورة حياة دودة الأسكارس Ascaris التي يمكن أن تصيب الإنسان. البيضة تعيش خارج الجسم وتتحول إلى يرقة عند دخولها الجسم.

الديدان الطفيلية أو الدودة المعوية (بالإنجليزية: Parasitic worms)‏, هي حيوانات لها جسم طويل نحيف تعود إلى شعب مختلفة كالخيطية والمسطحة ويعتمد انتشارها على توفر المضيف المناسب والظروف البيئية التي تسمح للطفيلي بالانتقال من مضيف لآخر.

## أنواع المضيفين
لذلك يمكن ان تكون المضيفين أنواع مختلفة منها :-
1. المضيف النهائي: "definitive or final host" هو المضيف الذي يصل فيه الطفيلي إلى نضجه الجنسي أو الذي يؤوي الطفيلي البالغ.
2. المضيف الوسطي: "intermediate host" هو المضيف الذي تنمو فيه الادوار اليرقية أو الذي يحصل فيه تكاثر لا جنسي للطفيلي.
3. المضيف الحامل: "carrier host" هو المضيف الذي لا ينمو فيه الطفيلي انما تتجمع فيه اطواره المعدية.
4. المضيف الناقل: "vector host" هو المضيف المسؤول عن نقل الطفيلي من مضيف لاخر (نهائيين) ولا يحصل فيه نمو الطفيلي وغالبا ما يكون من المفصليات.
5. المضيف الخازن: "reservior host" مضيف نهائي يعمل كمصدر خارجي أو مستودع للإصابة.

## طرق انتقال الديدان الطفيلية

### الفم
1. الماء
2. الطعام
3. حك المخرج بالاصابع
4. التماس المباشر مع التربة الملوثة ببراز الشخص المصاب
5. شرب الماء الملوث بالمضائف الوسطية

### الجلد
1. اختراق الجلد مباشرة
2. التماس المباشر للتربة الملوثة ببراز الشخص المصاب

## من أنواعها
- الدودة الحبلية (بالإنجليزية: Ascaris lumbricoides)‏.
- الدودة الخيطية (بالإنجليزية: Enterobius vermicularis)‏
- الدودة السوطية (بالإنجليزية: Trichuris trichiura)‏
- الدودة الشريطية (بالإنجليزية: Taenia)‏

## اقرأ أيضا
- دودة شصية.
- مسبب المرض البشري.
- كيسانية مذنبة.